# Сілівілл (Індіана)
Сілівілл (англ. Seelyville) — місто (англ. town) в США, в окрузі Віго штату Індіана. Населення — 1012 особи (2020).

## Географія
Сілівілл розташований за координатами 39°29′36″ пн. ш. 87°16′1″ зх. д. / 39.49333° пн. ш. 87.26694° зх. д. (39.493352, -87.266916).  За даними Бюро перепису населення США в 2010 році місто мало площу 2,35 км², з яких 2,30 км² — суходіл та 0,05 км² — водойми.

## Демографія
Згідно з переписом 2010 року, у місті мешкало 1029 осіб у 424 домогосподарствах у складі 263 родин. Густота населення становила 438 осіб/км².  Було 481 помешкання (205/км²).
Расовий склад населення:
| - 97,8 % — білих - 0,4 % — чорних або афроамериканців - 0,2 % — корінних американців - 0,2 % — азіатів |

До двох чи більше рас належало 1,3 %. Частка іспаномовних становила 0,9 % від усіх жителів.
За віковим діапазоном населення розподілялося таким чином: 23,2 % — особи молодші 18 років, 65,4 % — особи у віці 18—64 років, 11,4 % — особи у віці 65 років та старші. Медіана віку мешканця становила 36,2 року. На 100 осіб жіночої статі у місті припадало 99,8 чоловіків;  на 100 жінок у віці від 18 років та старших — 92,2 чоловіків також старших 18 років.
Середній дохід на одне домашнє господарство  становив 47 834 долари США (медіана — 39 667), а середній дохід на одну сім'ю — 56 960 доларів (медіана — 57 639). Медіана доходів становила 46 944 долари для чоловіків та 30 938 доларів для жінок. За межею бідності перебувало 21,8 % осіб, у тому числі 36,1 % дітей у віці до 18 років та 3,7 % осіб у віці 65 років та старших.
Цивільне працевлаштоване населення становило 463 особи. Основні галузі зайнятості: освіта, охорона здоров'я та соціальна допомога — 24,0 %, роздрібна торгівля — 15,6 %, науковці, спеціалісти, менеджери — 13,2 %, виробництво — 12,3 %.